# Mali nos Jogos Olímpicos de Verão de 2008
Mali participou dos Jogos Olímpicos de Verão de 2008, em Pequim, na China. O país estreou nos Jogos em 1964 e esta foi sua 11ª participação.

## Desemepnho

### Atletismo
| Atletas         | Prova                    | 1ª fase | 1ª fase | 2ª fase | 2ª fase | Semifinal   | Semifinal   | Final       | Final       |
| Atletas         | Prova                    | Res.    | Pos.    | Res.    | Pos.    | Res.        | Pos.        | Res.        | Pos.        |
| --------------- | ------------------------ | ------- | ------- | ------- | ------- | ----------- | ----------- | ----------- | ----------- |
| Ibrahima Maiga  | 400 m c/ barr. masculino | 50s57   | 21º     |         |         | Não avançou | Não avançou | Não avançou | Não avançou |
| Kadiatou Camara | 200 m feminino           | 23s06   | 13º     | 23s06   | 17º     | Não avançou | Não avançou | Não avançou | Não avançou |

### Basquetebol
Feminino
| Equipe | Fase de grupos | Fase de grupos | Quartos de final       | Semifinal              | Final                  | Pos. |
| Equipe | Adversário e resultado                                                                                                 | Pos.           | Adversário e resultado | Adversário e resultado | Adversário e resultado | Pos. |
| --- | --- | -------------- | ---------------------- | ---------------------- | ---------------------- | ---- |
| Fatoumata Bagayoko Nagnouma Coulibaly Mariatou Diarra Diéné Diawara Diana Gandega Kadiatou Kanouté Hamchétou Maïga Aminata Sininta Djenebou Sissoko Meiya Tirera Kadiatou Touré Nassira Traoré | NZL Nova Zelândia D 72–76 CZE República Checa D 47–81 USA Estados Unidos D 41–97 CHN China D 48–69 ESP Espanha D 47–79 | 6º (gr. B)     | Não avançou            | Não avançou            | Não avançou            | 12º  |

### Natação
| Atleta               | Prova                  | Elims.  | Elims. | Semifinais  | Semifinais  | Final       | Final       |
| Atleta               | Prova                  | Tempo   | Pos.   | Tempo       | Pos.        | Tempo       | Pos.        |
| -------------------- | ---------------------- | ------- | ------ | ----------- | ----------- | ----------- | ----------- |
| Mohamed Coulibaly    | 50 m livre masculino   | 29s09   | 86º    | Não avançou | Não avançou | Não avançou | Não avançou |
| Mariam Pauline Keita | 100 m peito femininino | 1m24s26 | 49º    | Não avançou | Não avançou | Não avançou | Não avançou |

### Taekwondo
Masculino
| Atleta            | Prova | Fase de 16             | Quartas                   | Semifinais             | Repescagem Quartas     | Repescagem Semifinais  | Final                  |
| Atleta            | Prova | Adversário e resultado | Adversário e resultado    | Adversário e resultado | Adversário e resultado | Adversário e resultado | Adversário e resultado |
| ----------------- | ----- | ---------------------- | ------------------------- | ---------------------- | ---------------------- | ---------------------- | ---------------------- |
| Daba Modibo Keita | +80kg | FRA M. Borot V 6-5     | NGR C. Chukwumerije D 3-2 | Não avançou            | Não avançou            | Não avançou            | Não avançou            |